# Georg Oehme
Georg Egmont Oehme (* 31. Januar 1890 in Dresden als Hermann Bruno Georg Oehme; † 17. Februar 1955 ebenda) war ein deutscher Maler und Kunstlehrer.

## Leben
Georg Oehme war der Sohn des Dresdner Tapezierermeisters August Hermann Oehme, der später mit Antikmobiliar handelte. Sein Bruder war Hanns Oehme.
Nach dem Abschluss der höheren Schule studierte Georg Oehme von 1908 bis 1911 an der Königlich Sächsischen Kunstgewerbeschule bei Oskar Zwintscher und als Meisterschüler von Gotthardt Kuehl an der Dresdner Kunstakademie. Von 1911 bis 1912 war er als Privatlehrer für Zeichnen und Malen in Russland tätig. Zudem sind Studienaufenthalte in Friesland und Holland bekannt. Ab 1913 war er Lehrer an der Kunstschule in Braunschweig. 1914 heiratete er Gertrud Zocher, Tochter eines Musikalienhändlers. Aus der Ehe gingen ein Sohn und eine Tochter hervor. Von 1923 bis 1926 war er Lehrer an der Alten Dresdner Kunstschule für Damen und Herren von Guido Richter. Wilhelm Lachnit arbeitete zeitweise in Oehmes Atelier. 1921 porträtierte er Otto Dix. Nach der Lehrtätigkeit an der Alten Dresdner Kunstschule war er freischaffend tätig. 1943 war er bei der Großen Dresdner Kunstausstellung des Dresdner Künstlerbunds im Ausstellungsgebäude Brühlsche Terrasse mit Werken vertreten. Er war außer in Dresden auch an Ausstellungen in Berlin und München beteiligt. 1944 wurde er zum Professor ernannt.

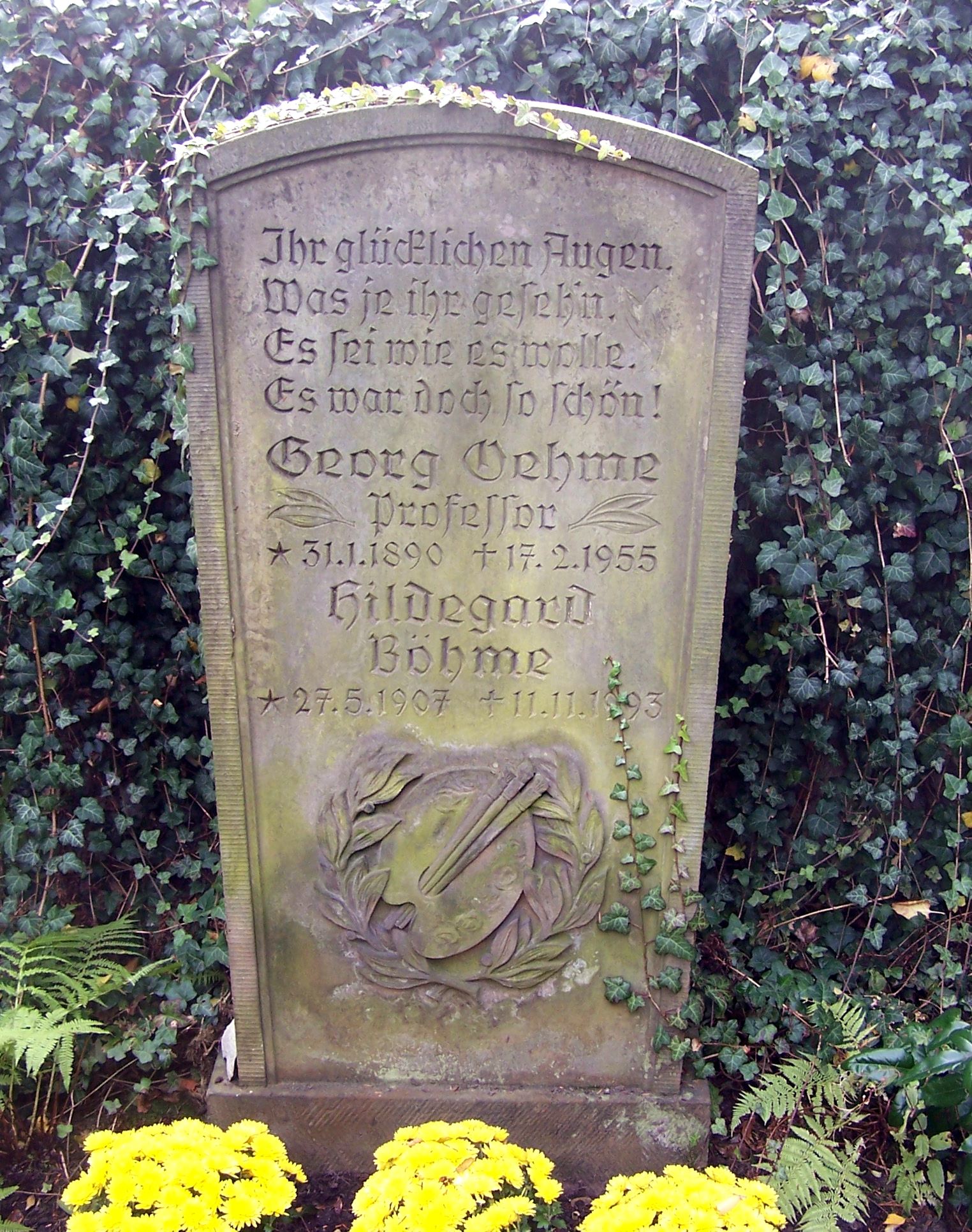
Grab von Georg Oehme und Hildegard Böhme; Äußerer Plauenscher Friedhof

Oehme malte vorwiegend Landschaften, Blumenstillleben und Porträts. Er war Mitglied des Künstlerrates der Dresdner Kunstgenossenschaft und in mehreren Künstlerzusammenschlüssen, darunter der Sächsische Kunstverein und der Verband Bildender Künstler der DDR. Sein künstlerischer Nachlass wurde per Familienbeschluss aufgrund des Testaments von seiner ehemaligen Schülerin Hildegard Böhme verwaltet. Ein Teil seiner Werke befindet sich in öffentlichen Sammlungen.
Oehme verstarb 1955 in Dresden und wurde auf dem Äußeren Plauenschen Friedhof beigesetzt.

## Ausstellungen (Auswahl)
- 1933: Dresden, Die Kunst dem Volke
- 1935: Dresdner Kunstausstellung 1935
- 1938: Frankfurt am Main
- 1940: Dresdner Künstlerbund
- 1941: München, Große Deutsche Kunstausstellung[7]
- 1941: Dresdner Künstlerbund
- 1943: Dresden, Kunstausstellung Gau Sachsen
- 1943: Dresdner Künstlerbund
- 1946: Dresden, Kunstausstellung Sächsische Künstler
- 1987: Düsseldorf, Die Dresdner Künstlerszene 1913–1933, Galerie Remmert und Barth
- 2014: Dresden, Sonderausstellung, Von Anemone bis Zinnie – die Sprache der Blumen. Dresdner Malerei des 20. Jahrhunderts, Schlossmuseum Pillnitz.